# Serj Tankians diskografi
Serj Tankian är en amerikansk-libanesisk sångare-låtskrivare, multiinstrumentalist, poet, konstnär, aktivist, företagare, musik- och filmproducent med ursprung från Armenien. Han är mest känd för att vara sångaren i det amerikanska alternativ metalbandet System of a Down, som han var med om att grunda. Tankian har hittills släppt fem studioalbum, tjugo singlar och åttiotvå musikvideor, där hans debutalbum Elect the Dead släpptes 2007. Detta album nådde som bäst plats 4 på den amerikanska topplistan.
Uppföljaren till debutalbumet, Imperfect Harmonies, släpptes 2010 och nådde som bäst plats 12 på den schweiziska topplistan, där albumet även nådde upp på topp 15 i Österrike, Finland och Grekland. Tidigare samma år hade livealbumet Elect the Dead Symphony släppts och det hade spelats in den 16 mars 2009 tillsammans med Auckland Philharmonia Orchestra. Tankian har även medverkat på flera samarbetsalbum utöver detta.
Sedan 2011 uppträder Tankian återigen med System of a Down, som återförenades i november 2010 (efter nästan fem års uppehåll) och som hade sin första konsert tillsammans efter uppehållet den 10 maj 2011 i Edmonton, Kanada. Tankian lanserade två studioalbum under 2012: Harakiri och Orca Symphony No. 1, där den senare är i form av en klassisk symfoni. Tankian släppte sitt senaste studioalbum, Jazz-Iz-Christ, i juli 2013.

## Album

### Studioalbum
| År                                                    | Albuminformation | Högsta listplaceringar | Högsta listplaceringar | Högsta listplaceringar | Högsta listplaceringar | Högsta listplaceringar | Högsta listplaceringar | Högsta listplaceringar | Högsta listplaceringar | Högsta listplaceringar | Högsta listplaceringar | Högsta listplaceringar | Högsta listplaceringar | Högsta listplaceringar | Högsta listplaceringar | Högsta listplaceringar |
| År                                                    | Albuminformation | AUS                    | BEL                    | FIN                    | FRA                    | GRE                    | KAN                    | NL                     | NZ                     | SPA                    | SCH                    | SVE                    | TYS                    | UK                     | USA                    | ÖST                    |
| ----------------------------------------------------- | --- | ---------------------- | ---------------------- | ---------------------- | ---------------------- | ---------------------- | ---------------------- | ---------------------- | ---------------------- | ---------------------- | ---------------------- | ---------------------- | ---------------------- | ---------------------- | ---------------------- | ---------------------- |
| 2007                                                  | Elect the Dead - Släppt: 22 oktober 2007 - Skivbolag: Serjical Strike, Reprise Records (#9362-49928-5) - Format: CD, LP, digital nedladdning                | 19                     | 50                     | 12                     | 23                     | —                      | 3                      | 45                     | 14                     | —                      | 11                     | 36                     | 10                     | 26                     | 4                      | 5                      |
| 2010                                                  | Imperfect Harmonies - Släppt: 22 september 2010 - Skivbolag: Serjical Strike, Reprise Records (#9362-49659-7) - Format: CD, CD+DVD, LP, digital nedladdning | 56                     | 46                     | 14                     | 29                     | 15                     | 21                     | 94                     | 26                     | 96                     | 12                     | 44                     | 18                     | 86                     | 35                     | 13                     |
| 2012                                                  | Harakiri - Släppt: 11 juli 2012 - Skivbolag: Serjical Strike, Reprise Records (#9362-49509-3) - Format: CD, LP, digital nedladdning                         | —                      | 39                     | 16                     | 37                     | —                      | 15                     | —                      | 27                     | —                      | 13                     | —                      | 12                     | 87                     | 29                     | 10                     |
| 2012                                                  | Orca Symphony No. 1 - Släppt: 30 november 2012 - Skivbolag: Serjical Strike, Reprise Records (SS 018) - Format: CD, LP, digital nedladdning                 | —                      | —                      | —                      | —                      | —                      | —                      | —                      | —                      | —                      | —                      | —                      | —                      | —                      | —                      | —                      |
| 2013                                                  | Jazz-Iz-Christ - Släppt: 23 juli 2013 - Skivbolag: Serjical Strike (SS 019) - Format: CD, digital nedladdning                                               | —                      | —                      | —                      | —                      | —                      | —                      | —                      | —                      | —                      | —                      | —                      | —                      | —                      | —                      | —                      |
| "—" betecknar att albumet inte tog sig upp på listan. | |                        |                        |                        |                        |                        |                        |                        |                        |                        |                        |                        |                        |                        |                        |                        |

### Samarbetsalbum
| År   | Albuminformation | Tillsammans med    |
| ---- | --- | ------------------ |
| 2003 | Serart - Släppt: 19 maj 2003 - Skivbolag: Serjical Strike, Columbia (#5112573) - Format: CD, CD+DVD, LP, kassettband | Arto Tunçboyacıyan |
| 2020 | Fuktronic - Släppt: 8 maj 2020 - Skivbolag: Serjical Strike (#MOVLP2695) - Format: LP, digital nedladdning           | Jimmy Urine        |

#### Som medverkande artist
| År   | Albuminformation | Tillsammans med |
| ---- | --- | --- |
| 2004 | Axis of Justice: Concert Series Volume 1 - Släppt: 22 november 2004 - Skivbolag: Serjical Strike, Axis of Justice Records, Columbia (COL 5189473) - Format: CD, CD+DVD | Axis of Justice Tom Morello, Flea, Brad Wilk, Pete Yorn, Tim Walker, Maynard James Keenan, Jonny Polonsky, Chris Cornell, The Nightwatchman, Wayne Kramer, John Dolmayan, Jurassic 5, Knowledge och Brian O'Conner |
| 2005 | Enter the Chicken - Släppt: 25 oktober 2005 - Skivbolag: Serjical Strike (SS 012) - Format: CD                                                                         | Buckethead & Friends Buckethead, Efrem Schulz, Saul Williams, Gigi, Maura Davis, Azam Ali, Shana Halligan, Donald Conviser, Dirk Rogers, Keith Aazami, Maximum Bob och Ani Maldjian                                |
| 2020 | These Grey Men - Släppt: 28 februari 2020 - Skivbolag: Wake Entertainment - Format: CD, LP, digital nedladdning                                                        | These Grey Men John Dolmayan, Jonathan Dorr, Franky Perez, Tom Morello, M. Shadows, Sirusho och Jonah Nimoy |

#### Som presentatör
| År   | Albuminformation | Medverkande artister |
| ---- | --- | --- |
| 2019 | 7 Notes Challenge - Släppt: 13 september 2019 - Skivbolag: Serjical Strike, Creative Armenia - Format: Digital nedladdning | Alpha Lighting System, Alejandro Gwynn Peña, Andrés Montero, Cygnus Flare, Artashes Baghdasaryan, Briar Prastiti, Cecilia Moore, Christophe Reitz, Memo, Synthgirl I-Rena & Driezhas, Jean Bélanger, Mariam Petrosian, Matt Davies, PapaFaxe, Syune Ghazaryan, Tigran Ayvazyan och Aidin Davoudi |

### Livealbum
| År   | Albuminformation | Högsta listplaceringar | Högsta listplaceringar | Högsta listplaceringar | Högsta listplaceringar | Högsta listplaceringar | Högsta listplaceringar |
| År   | Albuminformation | FRA                    | GRE                    | NZ                     | SCH                    | TYS                    | ÖST                    |
| ---- | --- | ---------------------- | ---------------------- | ---------------------- | ---------------------- | ---------------------- | ---------------------- |
| 2010 | Elect the Dead Symphony - Släppt: 10 mars 2010 - Skivbolag: Serjical Strike, Reprise Records (#9362-49854-9) - Format: CD, CD+DVD, LP | 118                    | 5                      | 12                     | 64                     | 63                     | 38                     |
| 2021 | Live in Edmonton - Släppt: 29 november 2021 - Skivbolag: Serjical Strike - Format: Digital nedladdning                                | —                      | —                      | —                      | —                      | —                      | —                      |
| 2022 | Live at Leeds - Släppt: 8 april 2022 - Skivbolag: Serjical Strike - Format: Digital nedladdning                                       | —                      | —                      | —                      | —                      | —                      | —                      |
| 2023 | Invocations - Släppt: 27 oktober 2023 - Skivbolag: Serjical Strike - Format: LP, digital nedladdning                                  | —                      | —                      | —                      | —                      | —                      | —                      |

### Instrumentala album
| År   | Albuminformation |
| ---- | --- |
| 2012 | Bruton's Burn Series: California Nightmare - Släppt: 15 februari 2012 - Skivbolag: Serjical Strike, Universal Publishing Production Music (BR527) - Format: Digital nedladdning |
| 2021 | Cinematique Series: Violent Violins - Släppt: 6 augusti 2021 - Skivbolag: Serjical Strike - Format: Digital nedladdning                                                         |
| 2021 | Cinematique Series: Illuminate - Släppt: 6 augusti 2021 - Skivbolag: Serjical Strike - Format: Digital nedladdning                                                              |

## EP-skivor
| År   | Albuminformation |
| ---- | --- |
| 2008 | Lie Lie Live - Släppt: 27 maj 2008 - Skivbolag: Serjical Strike, Reprise Records - Format: Digital nedladdning            |
| 2011 | Imperfect Remixes - Släppt: 14 februari 2011 - Skivbolag: Serjical Strike - Format: Digital nedladdning                   |
| 2021 | Elasticity - Släppt: 19 mars 2021 - Skivbolag: Alchemy Recordings, BMG, Serjical Strike - Format: LP, digital nedladdning |
| 2022 | Perplex Cities - Släppt: 21 oktober 2022 - Skivbolag: Serjical Strike - Format: Digital nedladdning                       |
| 2024 | Foundations - Släppt: 27 september 2024 - Skivbolag: Serjical Strike, Gibson Records - Format: LP, digital nedladdning    |

## Singelskivor

### Singlar
| År                                                    | Titel            | Högsta listplaceringar | Högsta listplaceringar | Högsta listplaceringar | Högsta listplaceringar | Högsta listplaceringar | Högsta listplaceringar | Album               |
| År                                                    | Titel            | KAN                    | UK                     | UK                     | USA                    | USA                    | USA                    | Album               |
| ----------------------------------------------------- | ---------------- | ---------------------- | ---------------------- | ---------------------- | ---------------------- | ---------------------- | ---------------------- | ------------------- |
| 2007                                                  | "Empty Walls"    | 72                     | 1                      | 78                     | 3                      | 97                     | 4                      | Elect the Dead      |
| 2008                                                  | "Sky Is Over"    | —                      | —                      | —                      | 22                     | —                      | 23                     | Elect the Dead      |
| 2010                                                  | "The Charade"    | —                      | —                      | —                      | —                      | —                      | —                      | Inget album         |
| 2010                                                  | "Left of Center" | —                      | —                      | —                      | —                      | —                      | —                      | Imperfect Harmonies |
| 2012                                                  | "Figure It Out"  | —                      | —                      | —                      | —                      | —                      | 17                     | Harakiri            |
| 2012                                                  | "Cornucopia"     | —                      | —                      | —                      | —                      | —                      | —                      | Harakiri            |
| 2012                                                  | "Harakiri"       | —                      | —                      | —                      | —                      | —                      | —                      | Harakiri            |
| 2021                                                  | "Elasticity"     | —                      | —                      | —                      | —                      | —                      | —                      | Elasticity-EP       |
| "—" betecknar att singeln inte tog sig upp på listan. |                  |                        |                        |                        |                        |                        |                        |                     |

### Promosinglar
| År   | Titel                           | Album               |
| ---- | ------------------------------- | ------------------- |
| 2007 | "The Unthinking Majority"       | Elect the Dead      |
| 2007 | "Lie Lie Lie"                   | Elect the Dead      |
| 2008 | "Honking Antelope"              | Elect the Dead      |
| 2008 | "Fears"                         | Inget album         |
| 2010 | "Borders Are..."                | Imperfect Harmonies |
| 2010 | "Reconstructive Demonstrations" | Imperfect Harmonies |
| 2010 | "Yes, It's Genocide"            | Imperfect Harmonies |
| 2011 | "Deserving?"                    | Imperfect Harmonies |
| 2011 | "Goodbye - Gate 21"             | Imperfect Remixes   |
| 2016 | "Artsakh"                       | Inget album         |
| 2016 | "Aurora's Dream"                | Inget album         |
| 2017 | "Industrialized Overload"       | Inget album         |

### Som medverkande artist
| 2007                                                  | "Mein"                 | Deftones                                                          | 40 | Saturday Night Wrist  |
| 2008                                                  | "Bird's Eye"           | Mike Patton och Marc Streitenfeld                                 | —  | Inget album           |
| 2011                                                  | "The Hunger"           | Shirley Manson                                                    | —  | Inget album           |
| 2013                                                  | "We Are"               | Ray Harmony, Ihsahn, Devin Townsend, Abbie Johnson och Stefan Loh | —  | Inget album           |
| 2014                                                  | "Shooting Helicopters" | Benny Benassi                                                     | —  | Danceaholic           |
| 2014                                                  | "Hali"                 | Pedro Meirelles och Eugene Hütz                                   | —  | Inget album           |
| 2018                                                  | "A Higher Frequency"   | Tom Morello och ATTLAS                                            | —  | 10 Years of Mom + Pop |
| 2019                                                  | "Black Blooms"         | O.R.k.                                                            | —  | Ramagehead            |
| 2020                                                  | "Starman"              | These Grey Men                                                    | —  | These Grey Men        |
| 2021                                                  | "Moonhearts in Space"  | Tina Guo                                                          | —  | Dies Irae             |
| 2023                                                  | "Black Thunder"        | The Hu och Daniel "DL" Laskiewicz                                 | 11 | Rumble of Thunder     |
| "—" betecknar att singeln inte tog sig upp på listan. |                        |                                                                   |    |                       |

## Videoalbum
| År   | Albuminformation |
| ---- | --- |
| 2004 | Axis of Justice: Concert Series Volume 1 - Släppt: 22 november 2004 - Skivbolag: Serjical Strike, Axis of Justice Records, Columbia (COL 5189473) - Format: DVD |
| 2010 | Elect the Dead Symphony - Släppt: 24 mars 2010 - Skivbolag: Serjical Strike, Reprise Records (#9362-49854-9) - Format: DVD                                      |

## Musikvideor
| År   | Titel                                                   | Regissör(er)                           |
| ---- | ------------------------------------------------------- | -------------------------------------- |
| 2005 | "We Are One"                                            | Rodney Ascher och Syd Garon            |
| 2007 | "Mein"                                                  | Bernard Gourley                        |
| 2007 | "The Unthinking Majority"                               | Tawd B. Dorenfeld                      |
| 2007 | "Empty Walls"                                           | —                                      |
| 2007 | "Empty Walls"                                           | Tony Petrossian                        |
| 2007 | "Saving Us"                                             | Kevin Estrada                          |
| 2007 | "Feed Us"                                               | Sevag Vrej                             |
| 2007 | "Lie Lie Lie"                                           | Martha Colburn                         |
| 2007 | "Honking Antelope"                                      | Roger Kupelian                         |
| 2007 | "Elect the Dead"                                        | Gariné Torossian                       |
| 2007 | "Baby"                                                  | Isaac "Eye-Sack" Flores                |
| 2007 | "Sky Is Over"                                           | José Rivera                            |
| 2007 | "Beethoven's C***"                                      | Adam Egypt Mortimer                    |
| 2007 | "Money"                                                 | Ara Soudjian                           |
| 2007 | "Praise the Lord and Pass the Ammunition"               | Greg Watermann                         |
| 2008 | "Sky Is Over"                                           | Tony Petrossian och Ara Soudjian       |
| 2008 | "Praise the Lord and Pass the Ammunition"               | Chris Marrs Piliero                    |
| 2009 | "Drama"                                                 | Ramzi Abed                             |
| 2010 | "Borders Are..."                                        | George Tonikian                        |
| 2010 | "Left of Center"                                        | —                                      |
| 2010 | "Left of Center"                                        | Tawd B. Dorenfeld                      |
| 2011 | "Reconstructive Demonstrations"                         | Roger Kupelian                         |
| 2011 | "Goodbye - Gate 21 (Rock Remix)"                        | Ara Soudjian och George Tonikian       |
| 2012 | "Figure It Out"                                         | —                                      |
| 2012 | "Figure It Out"                                         | Ara Soudjian                           |
| 2012 | "Cornucopia"                                            | —                                      |
| 2012 | "Harakiri"                                              | Nico Sabenorio                         |
| 2012 | "Occupied Tears"                                        | Eric Nazarian                          |
| 2012 | "Uneducated Democracy"                                  | Narek Minasyan och Nareh Hovhannissyan |
| 2013 | "Orca Act I - Victorious Orcinus"                       | Aaron Faulls                           |
| 2013 | "We Are"                                                | Dark Fable Media                       |
| 2013 | "Orca Act II - Oceanic Subterfuge"                      | Aaron Faulls                           |
| 2013 | "Straight Out the Gate"                                 | Casey Patrick Tebo                     |
| 2013 | "Yerevan to Paris"                                      | Jon Del Sesto                          |
| 2013 | "Distant Thing"                                         | Serj Tankian                           |
| 2016 | "Ari Im Sokhag"                                         | Garin Hovannisian                      |
| 2016 | "Artsakh"                                               | Rand Courtney                          |
| 2017 | "A Fine Morning to Die"                                 | —                                      |
| 2019 | "Black Blooms"                                          | Tommaso Merighi                        |
| 2020 | "Hayastane"                                             | Armen Soudjian                         |
| 2021 | "Elasticity"                                            | Vlad Kaptur                            |
| 2021 | "Electric Yerevan"                                      | Garin Hovannisian                      |
| 2021 | "Your Mom"                                              | David Scott "D.S." Bradford            |
| 2021 | "Rumi"                                                  | Craig Ray                              |
| 2021 | "How Many Times?"                                       | Roger Kupelian                         |
| 2021 | "Cinematic Piano Theme (With Poetry)"                   | David Scott "D.S." Bradford            |
| 2021 | "Disarming Time: A Modern Piano Concerto"               | Serj Tankian                           |
| 2021 | "Disarming Time: A Modern Piano Concerto (With Poetry)" | David Scott "D.S." Bradford            |
| 2021 | "Les Melodies (With Poetry)"                            | David Scott "D.S." Bradford            |
| 2021 | "Percussion (With Poetry)"                              | David Scott "D.S." Bradford            |
| 2021 | "Cyber Criminal"                                        | —                                      |
| 2021 | "Waiting for the Submarine"                             | —                                      |
| 2021 | "Blues"                                                 | —                                      |
| 2021 | "Love at the Border"                                    | —                                      |
| 2021 | "Grieving Banner"                                       | —                                      |
| 2021 | "Free Thoughts"                                         | —                                      |
| 2021 | "New Like Glass"                                        | —                                      |
| 2021 | "Spitfire Bombs"                                        | —                                      |
| 2021 | "Free the Piano"                                        | —                                      |
| 2021 | "Entitled"                                              | —                                      |
| 2021 | "Film Piano"                                            | —                                      |
| 2021 | "Rasputin"                                              | —                                      |
| 2021 | "Prelude to a Diss"                                     | —                                      |
| 2021 | "E-Motive"                                              | —                                      |
| 2021 | "Bellissimo Piannissimo"                                | —                                      |
| 2021 | "Minor Jazz"                                            | —                                      |
| 2021 | "Discovery of Self"                                     | —                                      |
| 2021 | "Pretty Cinematique of You"                             | —                                      |
| 2021 | "Sad Romance"                                           | —                                      |
| 2021 | "Flying Phone Medley"                                   | —                                      |
| 2021 | "Cinema Piano"                                          | —                                      |
| 2021 | "Opera Sundays"                                         | —                                      |
| 2021 | "Snow on Ararat"                                        | —                                      |
| 2021 | "Stringolopous Choir"                                   | —                                      |
| 2021 | "Play Her Piano"                                        | —                                      |
| 2021 | "Moonhearts in Space"                                   | Viktorija Pashuta                      |
| 2022 | "Amber"                                                 | Hrag Yedalian                          |
| 2022 | "Pop Imperialism"                                       | DooDooc                                |
| 2022 | "The Race"                                              | DooDooc                                |
| 2022 | "I Spoke Up"                                            | DooDooc                                |
| 2022 | "Rumi Loves His Cars"                                   | DooDooc                                |
| 2022 | "Forgive Me Father"                                     | DooDooc                                |
| 2024 | "A.F. Day"                                              | Ara Soudjian                           |
| 2024 | "Justice Will Shine On"                                 | Ara Soudjian och Todd Harapiak         |
| 2024 | "Cartoon Buyer"                                         | Ara Soudjian och Todd Harapiak         |
| 2024 | "Appropriations"                                        | Ara Soudjian och Todd Harapiak         |
| 2024 | "Life's Revengeful Son"                                 | Ara Soudjian och Todd Harapiak         |
| 2024 | "I'm Afraid of Stars"                                   | Arthur Manukyan                        |

## Soundtracks
| År   | Titel                               | Tillsammans med                                                                          | Verk                                                              |
| ---- | ----------------------------------- | ---------------------------------------------------------------------------------------- | ----------------------------------------------------------------- |
| 2003 | "Bird of Paradise"                  | —                                                                                        | Bird Up: The Charlie Parker Remix Project (album)                 |
| 2005 | "We Are One"                        | Buckethead                                                                               | Masters of Horror (album)                                         |
| 2006 | "Who Shot Ya? (Serj Tankian Remix)" | The Notorious B.I.G.                                                                     | Marc Eckō's Getting Up: Contents Under Pressure (spel)            |
| 2007 | "Bug Theme"                         | —                                                                                        | Bug (film)                                                        |
| 2007 | "Innermission"                      | Petra Jolly                                                                              | Bug (film)                                                        |
| 2007 | "Chicakong"                         | —                                                                                        | Stranglehold (spel)                                               |
| 2007 | "The Essence of Tequila"            | —                                                                                        | Stranglehold (spel)                                               |
| 2008 | "Bird's Eye"                        | Mike Patton och Marc Streitenfeld                                                        | Body of Lies (film)                                               |
| 2011 | "Fallout"                           | Sinéad O'Connor, Robert Downey, Jr., Jim Morrison, Joanne Shenandoah och Leah Shenandoah | Prayer Cycle: Path to Zero (album)                                |
| 2011 | "Total Paranoia"                    | —                                                                                        | Batman: Arkham City (spel)                                        |
| 2011 | "Yellow Snow"                       | —                                                                                        | The Frank Zappa Aaafnraaaaam Birthday Bundle 21 Dec. 2011 (album) |
| 2015 | —                                   | —                                                                                        | Midnight Star (spel)                                              |
| 2015 | "Crazy Train"                       | Tom Morello, Rudy Sarzo och Vinny Appice                                                 | Immortal Randy Rhoads: The Ultimate Tribute (album)               |
| 2016 | —                                   | —                                                                                        | 1915 (film)                                                       |
| 2016 | —                                   | —                                                                                        | The Last Inhabitant (film)                                        |
| 2016 | "Sari Siroun Yar"                   | Authentic Light Orchestra och Veronika Stalder                                           | The Promise (film)                                                |
| 2016 | —                                   | —                                                                                        | Midnight Star: Renegade (spel)                                    |
| 2017 | —                                   | —                                                                                        | Intent to Destroy (film)                                          |
| 2017 | —                                   | —                                                                                        | Furious (film)                                                    |
| 2018 | —                                   | —                                                                                        | Spitak (film)                                                     |
| 2019 | —                                   | —                                                                                        | I Am Not Alone (film)                                             |
| 2019 | "Godzilla"                          | Bear McCreary                                                                            | Godzilla: King of the Monsters (film)                             |
| 2021 | —                                   | —                                                                                        | Truth to Power (film)                                             |
| 2021 | —                                   | Vincent Pedulla                                                                          | Crime Scene: The Times Square Killer (säsong 2) (TV-serie)        |
| 2022 | —                                   | Vincent Pedulla                                                                          | Crime Scene: The Texas Killing Fields (säsong 3) (TV-serie)       |
| 2022 | "No Tomorrow"                       | Two Feathers                                                                             | Metal: Hellsinger (spel)                                          |
| 2022 | —                                   | —                                                                                        | Down to Earth with Zac Efron (säsong 2) (TV-serie)                |
| 2022 | —                                   | —                                                                                        | Madoff: The Monster of Wall Street (TV-serie)                     |

## Musikaler
| År   | Titel            | Regissör(er) |
| ---- | ---------------- | ------------ |
| 2011 | Prometheus Bound | Diane Paulus |
| 2020 | Fuktronic        | Mike Smith   |

## Konserter
| År   | Titel                                   | Regissör(er)/kompositör(er) |
| ---- | --------------------------------------- | --------------------------- |
| 2021 | Disarming Time: A Modern Piano Concerto | Serj Tankian                |
| 2023 | Invocations                             | Serj Tankian                |

## Poetisk musik
| År   | Titel                     |
| ---- | ------------------------- |
| 2021 | Cool Gardens Poetry Suite |

## Låtsamarbeten
| År         | Titel                                        | Tillsammans med | Utgiven på                                      |
| ---------- | -------------------------------------------- | --- | ----------------------------------------------- |
| cirka 1993 | "Prisoner of Faith"                          | Forever Young | —                                               |
| cirka 1993 | "Waco Jesus"                                 | Forever Young | —                                               |
| 1999       | "Cars"                                       | Fear Factory | —                                               |
| 1999       | "Don't Go Off Wandering"                     | Limp Bizkit | Significant Other-demoutgivning                 |
| 2000       | "Feel Good"                                  | Hed PE och Morgan Lander | Broke                                           |
| 2000       | —                                            | Incubus | —                                               |
| 2000       | "Mastertarium"                               | Metallica och Daron Malakian                                                                                                   | —                                               |
| 2000       | "Patterns"                                   | Tony Iommi | Iommi                                           |
| 2000       | "Starlit Eyes"                               | Snot | Strait Up                                       |
| 2001       | "Mushroom Cult"                              | Dog Fashion Disco | Anarchists of Good Taste                        |
| 2003       | "Had a Plan"                                 | Kittens for Christian | Privilege of Your Company                       |
| 2004       | "Talk to Strangers"                          | Saul Williams | Saul Williams                                   |
| 2004       | "Where The Streets Have No Name"             | Flea, Brad Wilk, Tom Morello, Pete Yorn, Tim Walker, Maynard James Keenan och Jonny Polonsky                                   | Axis of Justice: Concert Series Volume 1        |
| 2004       | "Alice in My Fantasies"                      | Flea, Brad Wilk, Tom Morello och Pete Yorn                                                                                     | Axis of Justice: Concert Series Volume 1        |
| 2004       | "Get Up, Stand Up"                           | Tom Morello, Wayne Kramer, Flea och John Dolmayan                                                                              | Axis of Justice: Concert Series Volume 1        |
| 2004       | "(Free Jam)"                                 | Flea och Brad Wilk | Axis of Justice: Concert Series Volume 1        |
| 2004       | "Speak on It"                                | Knowledge | Axis of Justice: Concert Series Volume 1        |
| 2004       | "Chimes of Freedom"                          | Tom Morello, Pete Yorn, Flea och Brad Wilk                                                                                     | Axis of Justice: Concert Series Volume 1        |
| 2004       | "Jeffrey, Are You Listening?"                | Tom Morello, Brad Wilk och Brian O'Conner                                                                                      | Axis of Justice: Concert Series Volume 1        |
| 2004       | "The Road I Must Travel"                     | The Nightwatchman, Pete Yorn, Brad Wilk och Jonny Polonsky                                                                     | Axis of Justice: Concert Series Volume 1        |
| 2005       | "We Are One"                                 | Buckethead | Enter the Chicken                               |
| 2005       | "We Are One"                                 | Buckethead | Masters of Horror-soundtrack                    |
| 2005       | "Coma"                                       | Buckethead och Azam Ali | Enter the Chicken                               |
| 2005       | "Waiting Hare"                               | Buckethead och Shana Halligan                                                                                                  | Enter the Chicken                               |
| 2006       | "Mein"                                       | Deftones | Saturday Night Wrist                            |
| 2007       | "Sober"                                      | Tool | —                                               |
| 2007       | "Walls of Jericho"                           | Fair to Midland | —                                               |
| 2007       | "Holiday in Cambodia"                        | Foo Fighters | "Long Road to Ruin"-singeln                     |
| 2007       | "Terminal Beauty"                            | Les Rita Mitsouko | Variéty                                         |
| 2007       | "Innermission"                               | Petra Jolly | Bug-soundtrack                                  |
| 2007       | "Lie Lie Lie"                                | Ani Maldjian | Elect the Dead                                  |
| 2007       | "Saving Us"                                  | Ani Maldjian | Elect the Dead                                  |
| 2007       | "Riot (Trouble Again)"                       | Wyclef Jean och Sizzla | Carnival Vol. II: Memoirs of an Immigrant       |
| 2008       | "Sulfur and Cheese"                          | Praxis, Buckethead, Bill Laswell och Brain                                                                                     | Profanation (Preparation for a Coming Darkness) |
| 2008       | "Drama"                                      | Bitter:Sweet | Drama                                           |
| 2008       | "Lazarus on Down"                            | The Nightwatchman | The Fabled City                                 |
| 2008       | "Bird's Eye"                                 | Mike Patton och Marc Streitenfeld                                                                                              | —                                               |
| 2009       | "Bari Arakeel"                               | Khatchadour Tankian | Inchbes Moranank                                |
| 2009       | "Martigi Yerke"                              | Khatchadour Tankian | Inchbes Moranank                                |
| 2010       | "Viktor"                                     | Viza | Made in Chernobyl                               |
| 2010       | "Feed Us"                                    | Auckland Philharmonia Orchestra                                                                                                | Elect the Dead Symphony                         |
| 2010       | "Blue"                                       | Auckland Philharmonia Orchestra                                                                                                | Elect the Dead Symphony                         |
| 2010       | "Sky Is Over"                                | Auckland Philharmonia Orchestra                                                                                                | Elect the Dead Symphony                         |
| 2010       | "Lie Lie Lie"                                | Auckland Philharmonia Orchestra                                                                                                | Elect the Dead Symphony                         |
| 2010       | "Money"                                      | Auckland Philharmonia Orchestra                                                                                                | Elect the Dead Symphony                         |
| 2010       | "Baby"                                       | Auckland Philharmonia Orchestra                                                                                                | Elect the Dead Symphony                         |
| 2010       | "Gate 21"                                    | Auckland Philharmonia Orchestra                                                                                                | Elect the Dead Symphony                         |
| 2010       | "The Charade"                                | Auckland Philharmonia Orchestra                                                                                                | Elect the Dead Symphony                         |
| 2010       | "Honking Antelope"                           | Auckland Philharmonia Orchestra                                                                                                | Elect the Dead Symphony                         |
| 2010       | "Saving Us"                                  | Auckland Philharmonia Orchestra                                                                                                | Elect the Dead Symphony                         |
| 2010       | "Elect the Dead"                             | Auckland Philharmonia Orchestra                                                                                                | Elect the Dead Symphony                         |
| 2010       | "Falling Stars"                              | Auckland Philharmonia Orchestra                                                                                                | Elect the Dead Symphony                         |
| 2010       | "Beethoven's C**t"                           | Auckland Philharmonia Orchestra                                                                                                | Elect the Dead Symphony                         |
| 2010       | "Empty Walls"                                | Auckland Philharmonia Orchestra                                                                                                | Elect the Dead Symphony                         |
| 2010       | "Beatus"                                     | Shana Halligan | Imperfect Harmonies                             |
| 2010       | "Wings of Summer"                            | Shana Halligan | Imperfect Harmonies                             |
| 2010       | "Borders Are..."                             | Ani Maldjian | Imperfect Harmonies                             |
| 2010       | "Yes, It's Genocide"                         | Ani Maldjian | Imperfect Harmonies                             |
| 2011       | "Goodbye - Gate 21 (Rock Remix)"             | Tom Morello | Imperfect Remixes                               |
| 2011       | "Reconstructive Demonstrations (Rock Remix)" | Tom Morello | Imperfect Remixes                               |
| 2011       | "The Ghost of Tom Joad"                      | Tom Morello | —                                               |
| 2011       | "The Hunger"                                 | Shirley Manson | —                                               |
| 2011       | "Fallout"                                    | Sinéad O'Connor, Robert Downey, Jr., Jim Morrison, Joanne Shenandoah och Leah Shenandoah                                       | Prayer Cycle: Path to Zero                      |
| 2011       | "Qakastan Hymn of the Republic"              | Stewart Copeland och Omar Fadel                                                                                                | —                                               |
| 2012       | "We Are the 99 Percent"                      | Tom Morello och Tim McIlrath                                                                                                   | —                                               |
| 2012       | "Root"                                       | Deftones | —                                               |
| 2012       | "Sunday Nuts"                                | Stewart Copeland och Omar Fadel                                                                                                | —                                               |
| 2013       | "Out of Line"                                | Device och Geezer Butler | Device                                          |
| 2013       | "We Are"                                     | Ray Harmony, Ihsahn, Devin Townsend, Abbie Johnson och Stefan Loh                                                              | —                                               |
| 2013       | "End of Time"                                | Troy Zeigler, Tom Duprey och Valeri Tolstov                                                                                    | Jazz-Iz-Christ                                  |
| 2013       | "Honeycharmed"                               | Troy Zeigler, Tom Duprey och Valeri Tolstov                                                                                    | Jazz-Iz-Christ                                  |
| 2013       | "Arpeggio Bust"                              | Troy Zeigler, Tom Duprey och Valeri Tolstov                                                                                    | Jazz-Iz-Christ                                  |
| 2013       | "Scotch in China"                            | Troy Zeigler, Tom Duprey och Valeri Tolstov                                                                                    | Jazz-Iz-Christ                                  |
| 2013       | "Fish Don't Scream"                          | Tigran Hamasyan, Tom Duprey, Valeri Tolstov och Troy Zeigler                                                                   | Jazz-Iz-Christ                                  |
| 2013       | "Yerevan to Paris"                           | Tigran Hamasyan, Tom Duprey, Valeri Tolstov och Troy Zeigler                                                                   | Jazz-Iz-Christ                                  |
| 2013       | "Distant Thing"                              | Tigran Hamasyan, Tom Duprey, Valeri Tolstov, Vincent Pedulla, Robert Simring, Jeff Muzzerole, David Finch och Stewart Copeland | Jazz-Iz-Christ                                  |
| 2013       | "Miso Soup"                                  | Mario Pagliarulo, Dan Monti, Troy Zeigler, Larry LaLonde, Tom Duprey och Valeri Tolstov                                        | Jazz-Iz-Christ                                  |
| 2013       | "Through Nights and Hopes"                   | Tigran Hamasyan, Tom Duprey, Valeri Tolstov och Mario Caspar                                                                   | Jazz-Iz-Christ                                  |
| 2013       | "Song of Sand"                               | Tom Duprey, James Merenda, David Alpay och Vincent Pedulla                                                                     | Jazz-Iz-Christ                                  |
| 2013       | "Jinn"                                       | Troy Zeigler, Tom Duprey, Valeri Tolstov och Stepan Haytayan                                                                   | Jazz-Iz-Christ                                  |
| 2013       | "Papa Blue"                                  | Troy Zeigler, Tom Duprey, Valeri Tolstov och Jon Del Sesto                                                                     | Jazz-Iz-Christ                                  |
| 2013       | "Waitomo Caves"                              | Tigran Hamasyan, Tom Duprey och Valeri Tolstov                                                                                 | Jazz-Iz-Christ                                  |
| 2013       | "Garuna"                                     | Tigran Hamasyan | Jazz-Iz-Christ                                  |
| 2013       | "Balcony Chats"                              | Valeri Tolstov | Jazz-Iz-Christ                                  |
| 2013       | "Straight Out the Gate"                      | Tech N9ne och Krizz Kaliko | Something Else                                  |
| 2014       | "Shooting Helicopters"                       | Benny Benassi | Danceaholic                                     |
| 2014       | "Hali"                                       | Pedro Meirelles och Eugene Hütz                                                                                                | —                                               |
| 2014       | "Imagine"                                    | Alla Levonyan, Isabel Bayrakdarian, Gor Sujyan, Arto Tunçboyacıyan, Tigran Petrosyan och Little Singers of Armenia             | —                                               |
| 2015       | "Crazy Train"                                | Tom Morello, Rudy Sarzo och Vinny Appice                                                                                       | Immortal Randy Rhoads: The Ultimate Tribute     |
| 2016       | "Ari Im Sokhag"                              | Larisa Ryan | 1915-soundtrack                                 |
| 2016       | "Sari Siroun Yar"                            | Authentic Light Orchestra och Veronika Stalder                                                                                 | The Promise-soundtrack                          |
| 2016       | "Aurora's Dream"                             | Veronika Stalder | —                                               |
| 2017       | "The Rains of Castamere"                     | Ramin Djawadi | —                                               |
| 2017       | "Like a Stone"                               | Prophets of Rage | —                                               |
| 2018       | "A Higher Frequency"                         | Tom Morello och ATTLAS | 10 Years of Mom + Pop                           |
| 2018       | "The Rough Dog"                              | Ara Malikian | —                                               |
| 2019       | "Black Blooms"                               | O.R.k. | Ramagehead                                      |
| 2019       | "Godzilla"                                   | Bear McCreary | Godzilla: King of the Monsters-soundtrack       |
| 2020       | "Road to Nowhere"                            | These Grey Men | These Grey Men                                  |
| 2020       | "Starman"                                    | These Grey Men | These Grey Men                                  |
| 2020       | "Introvert (Call Me Crazy)"                  | Sebu och mISHØ | —                                               |
| 2022       | "Amber"                                      | Sevak Amroyan | –                                               |
| 2022       | "No Tomorrow"                                | Two Feathers | Metal: Hellsinger-soundtrack                    |
| 2024       | "Her Eyes"                                   | The Cost | –                                               |
| 2024       | "I'm Afraid of Stars"                        | Nemra | –                                               |

### Remixer
| År   | Titel                                 | Tillsammans med      | Utgiven på                                                 |
| ---- | ------------------------------------- | -------------------- | ---------------------------------------------------------- |
| 2003 | "Serart Album Overture"               | Arto Tunçboyacıyan   | Serart Sampler                                             |
| 2005 | "Galang" (Serj Tankian Remix)         | M.I.A.               | "Galang '05"-singeln                                       |
| 2006 | "Ode to the Sun" (Serj Tankian Remix) | Dredg                | —                                                          |
| 2006 | "Who Shot Ya?" (Serj Tankian Remix)   | The Notorious B.I.G. | Marc Eckō's Getting Up: Contents Under Pressure-soundtrack |

## Produktioner
| År   | Titel                                                     | Artist/band           | Roll                                          |
| ---- | --------------------------------------------------------- | --------------------- | --------------------------------------------- |
| 1998 | System of a Down                                          | System of a Down      | Producent                                     |
| 2001 | Toxicity                                                  | System of a Down      | Medproducent                                  |
| 2003 | Serart Sampler                                            | Serart                | Producent, exekutiv producent och A&R         |
| 2003 | Serart                                                    | Serart                | Producent, exekutiv producent och A&R         |
| 2003 | Sampler                                                   | Kittens for Christian | Exekutiv producent                            |
| 2003 | Privilege of Your Company                                 | Kittens for Christian | Exekutiv producent                            |
| 2004 | Axis of Justice: Concert Series Volume 1                  | Axis of Justice       | Producent och exekutiv producent              |
| 2005 | Enter the Chicken                                         | Buckethead & Friends  | Producent                                     |
| 2006 | Slow Motion Reign                                         | Slow Motion Reign     | Producent                                     |
| 2006 | The Drawn and Quartered EP                                | Fair to Midland       | Producent                                     |
| 2007 | Fables from a Mayfly: What I Tell You Three Times Is True | Fair to Midland       | Exekutiv producent                            |
| 2007 | Elect the Dead                                            | Serj Tankian          | Producent och ljudtekniker                    |
| 2009 | Inchbes Moranank                                          | Khatchadour Tankian   | Producent och mastering                       |
| 2010 | Made in Chernobyl                                         | Viza                  | Exekutiv producent                            |
| 2010 | Elect the Dead Symphony                                   | Serj Tankian          | Producent och exekutiv producent              |
| 2010 | Imperfect Harmonies                                       | Serj Tankian          | Producent och ljudtekniker                    |
| 2012 | Harakiri                                                  | Serj Tankian          | Producent, ljudtekniker, A&R och art director |
| 2012 | Orca Symphony No. 1                                       | Serj Tankian          | Producent, mixning och mastering              |
| 2013 | Jazz-Iz-Christ                                            | Serj Tankian          | Producent, mixning och mastering              |
| 2016 | 1915                                                      | Serj Tankian          | Producent, mixning och mastering              |
| 2021 | Elasticity                                                | Serj Tankian          | Producent                                     |
| 2021 | Disarming Time: A Modern Piano Concerto                   | Serj Tankian          | Producent och regissör                        |
| 2021 | Cinematique Series: Violent Violins                       | Serj Tankian          | Producent och kompositör                      |
| 2021 | Cinematique Series: Illuminate                            | Serj Tankian          | Producent och kompositör                      |